# Фудбалски савез Републике Ирске
Фудбалски савез Ирске (ФСИ) (енгл. Football Association of Ireland (FAI); ир. Cumann Peile na hÉireann) је највиша фудбалска организација Ирске, која руководи развојем фудбалског спорта, организовањем такмичења у земљи и води бригу о фудбалским репрезентацијама Ирске. Седиште савеза је у Даблину, а тренутни председник савеза је Педи Макол.

## Историја
Фудбалски савез Ирске је основан у септембру 1921. од стране Лиге слободне државе (данашње Ирске лиге) и ФС Ленстера, који се повукао из ФС Ирске (данашњи ФС Северне Ирске) у јуну. ФС Ирске, основан 1880, је и након поделе Ирске 20-их година 20. века све до 1950. селектовао у национални тим играче из целе Ирске, а не само из Северне Ирске где му се након поделе ограничило деловање. Од 1936. и ФС Ирске је селектовао играче из целе Ирске, али је престао са тим након што је ФС Северне Ирске поново постао члан ФИФА-е 1946. године.
Чланом Светске фудбалске федерације (ФИФА) постао је 1923, а Европске фудбалске уније (УЕФА) 1958. године.

## Такмичења
Фудбалска лигашка такмичења на нивоу Републике Ирске организована су на следећи начин:
Мушкарци
- Премијер лига Ирске (12 клубова)
- Прва лига Ирске (8 клубова)
- Фудбалске лиге млађих категорија

Жене
- Прва женска лига Ирске (6 клубова)

Куп такмичења
- Фудбалски куп Ирске за мушкарце
- Фудбалски куп Ирске за жене
- Лига куп Ирске

## Статистика
Комплетна активност бављена фудбалским спортом на територији ФС Републике Ирске се обавља са укупно:
- регистрованих фудбалских клубова 5.828
- регистрованих играча 252.844
- нерегистрованих играча: 168.800